# Roubia
Roubia  est une commune française, située dans le nord-est du département de l'Aude en région Occitanie.
Sur le plan historique et culturel, la commune fait partie du Minervois, un pays de basses collines qui s'étend du Cabardès, à l'ouest, au Biterrois à l'est, et de la Montagne Noire, au nord, jusqu'au fleuve Aude au sud. Exposée à un climat méditerranéen, elle est drainée par le canal du Midi, l'Aude, le ruisseau de l'Aqueduc et par divers autres petits cours d'eau. La commune possède un patrimoine naturel remarquable composé d'une zone naturelle d'intérêt écologique, faunistique et floristique.
Roubia est une commune rurale qui compte 514 habitants en 2022, après avoir connu une forte hausse de la population depuis 1975. Elle fait partie de l'aire d'attraction de Narbonne. Ses habitants sont appelés les Roubians ou  Roubianes.

## Géographie
La commune est située au nord de Lézignan-Corbières. Elle est limitrophe du département de l'Hérault.

### Communes limitrophes
Les communes limitrophes sont  Argens-Minervois, Canet, Lézignan-Corbières, Olonzac et Paraza.
| Olonzac (Hérault) |                    | Paraza |
| Argens-Minervois  | Roubia             |        |
|                   | Lézignan-Corbières | Canet  |

### Milieux naturels et biodiversité

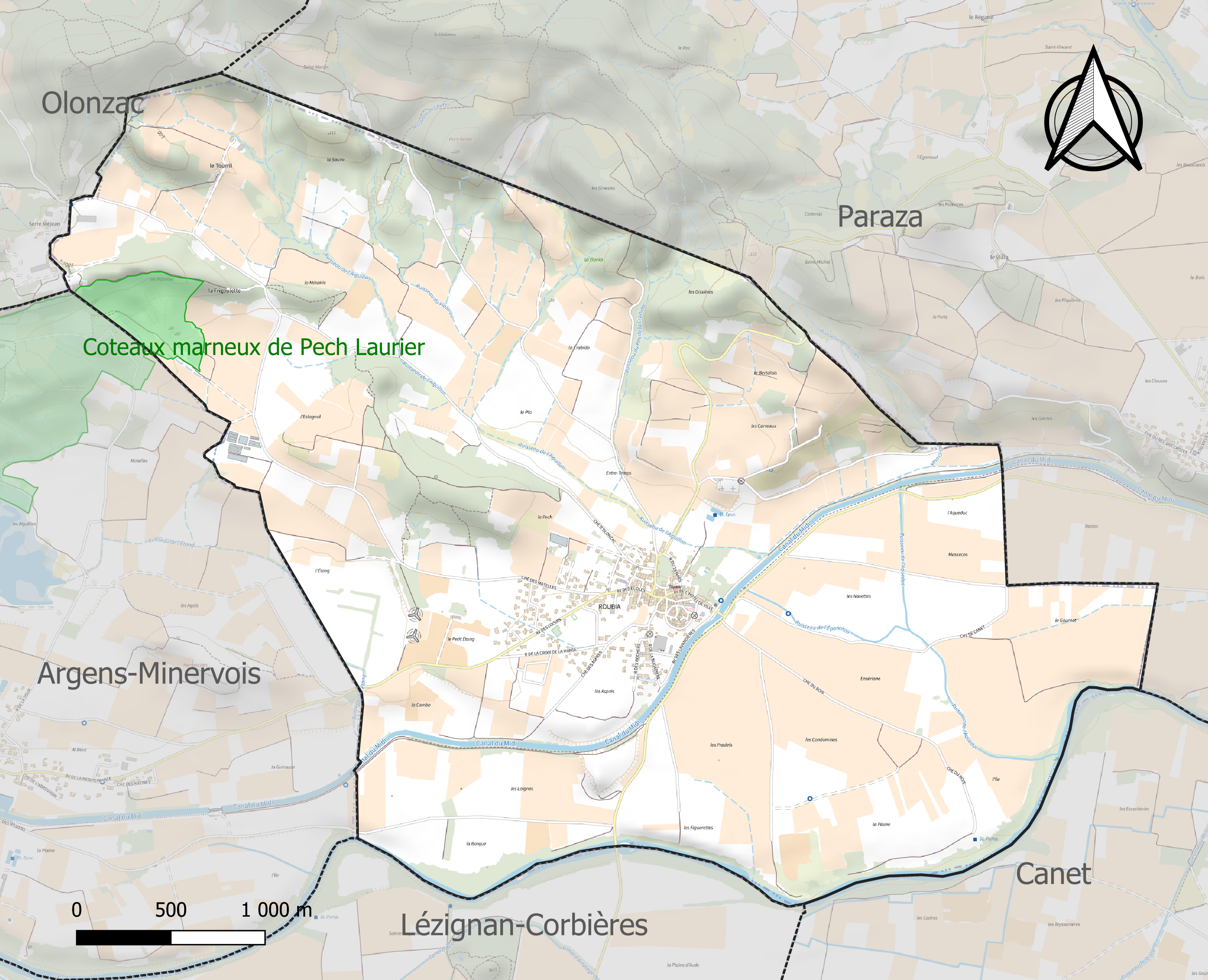
Carte de la ZNIEFF de type 1 localisée sur la commune.

L’inventaire des zones naturelles d'intérêt écologique, faunistique et floristique (ZNIEFF) a pour objectif de réaliser une couverture des zones les plus intéressantes sur le plan écologique, essentiellement dans la perspective d’améliorer la connaissance du patrimoine naturel national et de fournir aux différents décideurs un outil d’aide à la prise en compte de l’environnement dans l’aménagement du territoire.
Une ZNIEFF de type 1 est recensée sur la commune :
les « coteaux marneux de pech Laurier » (102 ha), couvrant 3 communes dont 2 dans l'Aude et 1 dans l'Hérault.

## Toponymie
Mentions anciennes : Vila Rubianum (1068), Sancta Eulalie de Robiano (1119), Robyanum (1374),  Robian (XIV e s), Roubian (1666),  Roubia (1781)
De Rubeus, roux + suffixe -anum
Roubia fait donc partie des nombreux villages du Minervois dont le nom pourrait avoir pour origine le nom d'un domaine romain.

### Hydrographie
La commune est dans la région hydrographique « Côtiers méditerranéens », au sein du bassin hydrographique Rhône-Méditerranée-Corse. Elle est drainée par le canal du Midi, l'Aude, le ruisseau de l'Aqueduc, le ruisseau de Font Borière, le ruisseau de l'Epanchoir, le ruisseau de l'Etang, le ruisseau des Croses, le ruisseau du Pas de la Crabide et le ruisseau du Vialarou, qui constituent un réseau hydrographique de 14 km de longueur totale,.
Le canal du Midi, d'une longueur totale de 239,8 km, est un canal de navigation à bief de partage qui relie Toulouse à la mer Méditerranée depuis le xviie siècle.
L'Aude, d'une longueur totale de 223,59 km, prend sa source dans la commune des Angles et s'écoule du sud vers le nord. Elle traverse la commune et se jette dans le golfe du Lion à Fleury, après avoir traversé 73 communes.

### Climat
Pour des articles plus généraux, voir Climat de l'Occitanie et Climat de l'Aude.
En 2010, le climat de la commune est de type climat méditerranéen franc, selon une étude s'appuyant sur une série de données couvrant la période 1971-2000. En 2020, Météo-France publie une typologie des climats de la France métropolitaine dans laquelle la commune est exposée à un climat méditerranéen et est dans la région climatique Provence, Languedoc-Roussillon, caractérisée par une pluviométrie faible en été, un très bon ensoleillement (2 600 h/an), un été chaud (21,5 °C), un air très sec en été, sec en toutes saisons, des vents forts (fréquence de 40 à 50 % de vents > 5 m/s) et peu de brouillards.
Pour la période 1971-2000, la température annuelle moyenne est de 14,9 °C, avec  une amplitude thermique annuelle de 16,2 °C. Le cumul annuel moyen de précipitations est de 574 mm, avec 6,3 jours de précipitations en janvier et 2,7 jours en juillet. Pour la période 1991-2020 la température moyenne annuelle observée sur la station météorologique la plus proche, située sur la commune de Lézignan-Corbières à 6 km à vol d'oiseau, est de 15,2 °C et le cumul annuel moyen de précipitations est de 678,7 mm,. Pour l'avenir, les paramètres climatiques de la commune estimés pour 2050 selon différents scénarios d’émission de gaz à effet de serre sont consultables sur un site dédié publié par Météo-France en novembre 2022.

## Urbanisme

### Typologie
Au 1er janvier 2024, Roubia est catégorisée commune rurale à habitat dispersé, selon la nouvelle grille communale de densité à 7 niveaux définie par l'Insee en 2022.
Elle est située hors unité urbaine. Par ailleurs la commune fait partie de l'aire d'attraction de Narbonne, dont elle est une commune de la couronne,. Cette aire, qui regroupe 71 communes, est catégorisée dans les aires de 50 000 à moins de 200 000 habitants,.

### Occupation des sols
L'occupation des sols de la commune, telle qu'elle ressort de la base de données européenne d’occupation biophysique des sols Corine Land Cover (CLC), est marquée par l'importance des territoires agricoles (89,2 % en 2018), en diminution par rapport à 1990 (93,9 %). La répartition détaillée en 2018 est la suivante : 
cultures permanentes (85,5 %), milieux à végétation arbustive et/ou herbacée (4,2 %), zones urbanisées (4 %), zones agricoles hétérogènes (3,7 %), forêts (2,6 %). L'évolution de l’occupation des sols de la commune et de ses infrastructures peut être observée sur les différentes représentations cartographiques du territoire : la carte de Cassini (XVIIIe siècle), la carte d'état-major (1820-1866) et les cartes ou photos aériennes de l'IGN pour la période actuelle (1950 à aujourd'hui).

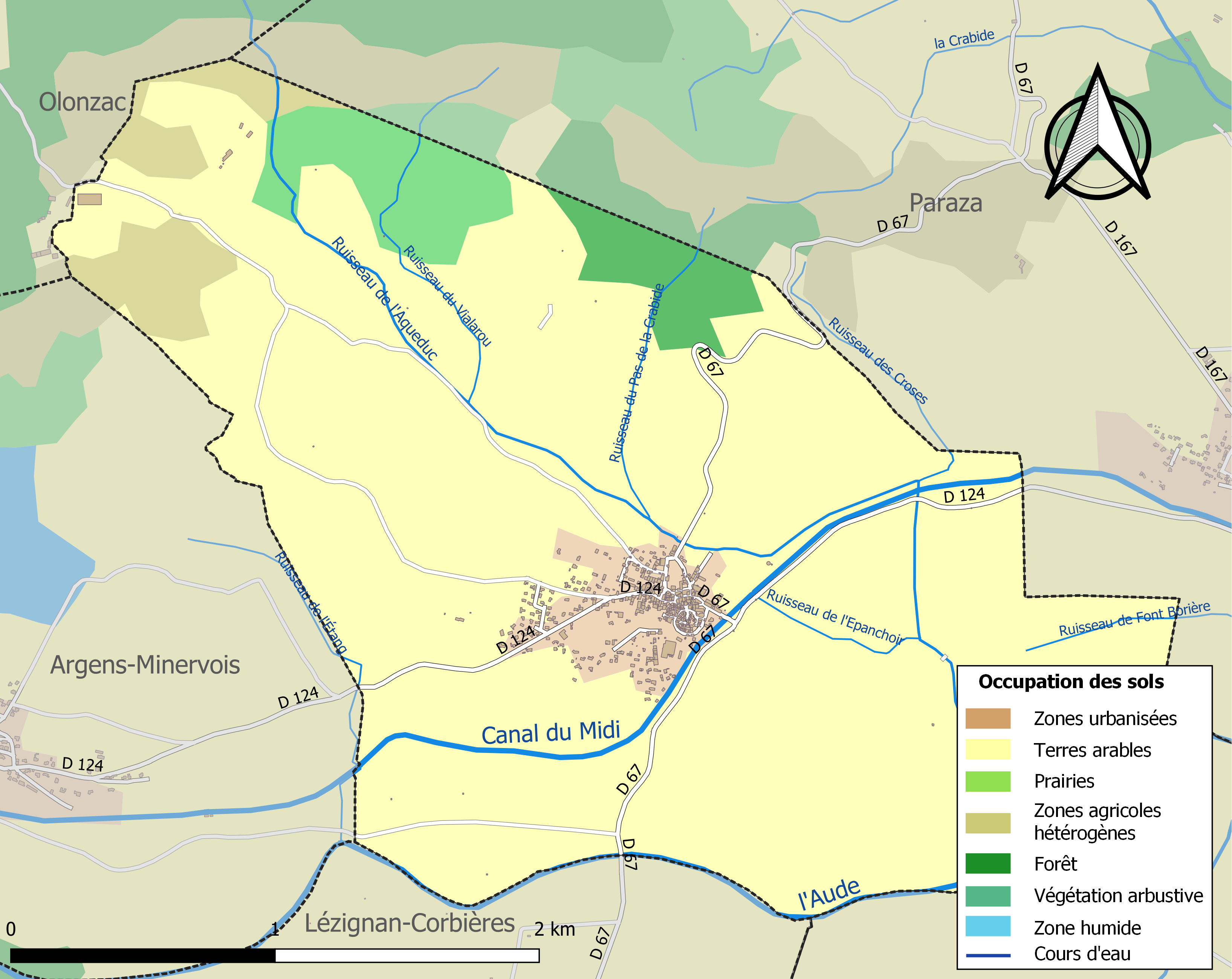
Carte des infrastructures et de l'occupation des sols de la commune en 2018 (CLC).

### Risques majeurs
Le territoire de la commune de Roubia est vulnérable à différents aléas naturels : météorologiques (tempête, orage, neige, grand froid, canicule ou sécheresse), inondations, feux de forêts et séisme (sismicité faible). Un site publié par le BRGM permet d'évaluer simplement et rapidement les risques d'un bien localisé soit par son adresse soit par le numéro de sa parcelle.
Certaines parties du territoire communal sont susceptibles d’être affectées par le risque d’inondation par débordement de cours d'eau, notamment le ruisseau de Glandes. La commune a été reconnue en état de catastrophe naturelle au titre des dommages causés par les inondations et coulées de boue survenues en 1982, 1992, 1996, 1997, 1999, 2009 et 2018,.

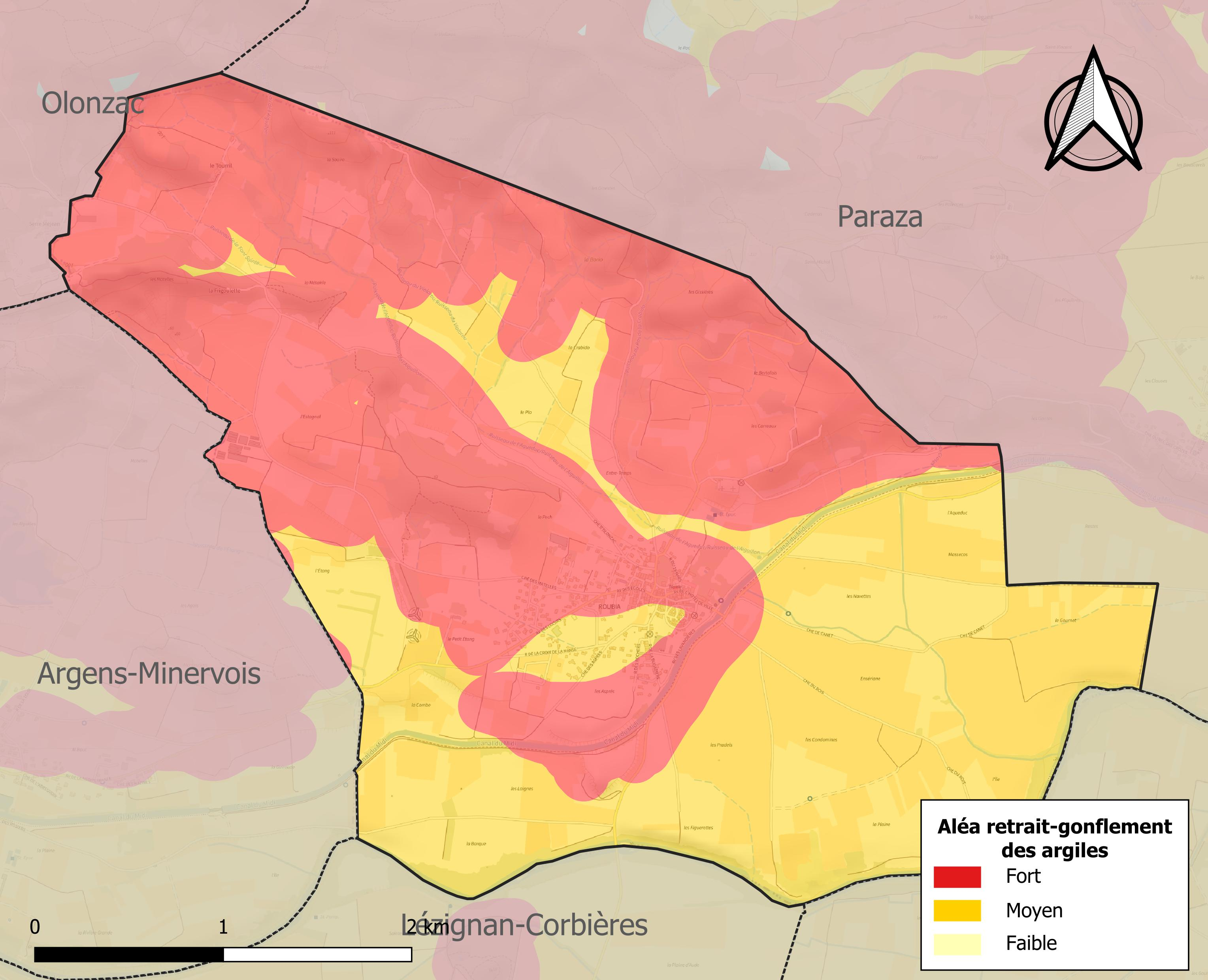
Carte des zones d'aléa retrait-gonflement des sols argileux de Roubia.

Le retrait-gonflement des sols argileux est susceptible d'engendrer des dommages importants aux bâtiments en cas d’alternance de périodes de sécheresse et de pluie. La totalité de la commune est en aléa moyen ou fort (75,2 % au niveau départemental et 48,5 % au niveau national). Sur les 305 bâtiments dénombrés sur la commune en 2019, 305 sont en aléa moyen ou fort, soit 100 %, à comparer aux 94 % au niveau départemental et 54 % au niveau national. Une cartographie de l'exposition du territoire national au retrait gonflement des sols argileux est disponible sur le site du BRGM,.

## Politique et administration

### Liste des maires
| Période                                  | Période   | Identité         | Étiquette | Qualité |
| ---------------------------------------- | --------- | ---------------- | --------- | ------- |
|                                          | 1996      | Charles De Pins  |           |         |
| 1996                                     | 2001      | Pierre Grotti    |           |         |
| mars 2001                                | 2008      | Norbert Rivière  |           |         |
| mars 2008                                | mars 2020 | Gérard Boussieux |           |         |
| mars 2020                                | En cours  | Geneviève Lopez  |           |         |
| Les données manquantes sont à compléter. |           |                  |           |         |

## Démographie
L'évolution du nombre d'habitants est connue à travers les recensements de la population effectués dans la commune depuis 1793. Pour les communes de moins de 10 000 habitants, une enquête de recensement portant sur toute la population est réalisée tous les cinq ans, les populations de référence des années intermédiaires étant quant à elles estimées par interpolation ou extrapolation. Pour la commune, le premier recensement exhaustif entrant dans le cadre du nouveau dispositif a été réalisé en 2008.

En 2022, la commune comptait 514 habitants, en évolution de +0,59 % par rapport à 2016 (Aude : +2,65 %, France hors Mayotte : +2,11 %).
| 1793 | 1800 | 1806 | 1821 | 1831 | 1836 | 1841 | 1846 | 1851 |
| ---- | ---- | ---- | ---- | ---- | ---- | ---- | ---- | ---- |
| 300  | 288  | 302  | 347  | 349  | 380  | 385  | 399  | 392  |

| 1856 | 1861 | 1866 | 1872 | 1876 | 1881 | 1886 | 1891 | 1896 |
| ---- | ---- | ---- | ---- | ---- | ---- | ---- | ---- | ---- |
| 356  | 373  | 439  | 422  | 471  | 579  | 600  | 628  | 616  |

| 1901 | 1906 | 1911 | 1921 | 1926 | 1931 | 1936 | 1946 | 1954 |
| ---- | ---- | ---- | ---- | ---- | ---- | ---- | ---- | ---- |
| 625  | 611  | 600  | 610  | 586  | 600  | 566  | 513  | 482  |

| 1962 | 1968 | 1975 | 1982 | 1990 | 1999 | 2006 | 2008 | 2013 |
| ---- | ---- | ---- | ---- | ---- | ---- | ---- | ---- | ---- |
| 497  | 490  | 425  | 368  | 406  | 401  | 440  | 450  | 509  |

| 2018 | 2022 | - | - | - | - | - | - | - |
| ---- | ---- | - | - | - | - | - | - | - |
| 506  | 514  | - | - | - | - | - | - | - |

## Économie

### Revenus
En 2018  (données Insee publiées en septembre 2021), la commune compte 204 ménages fiscaux, regroupant 455 personnes. La médiane du revenu disponible par unité de consommation est de 20 280 € (19 240 € dans le département).

### Emploi
| Division       | 2008   | 2013   | 2018   |
| -------------- | ------ | ------ | ------ |
| Commune        | 6,6 %  | 12,6 % | 14,7 % |
| Département    | 10,2 % | 12,8 % | 12,6 % |
| France entière | 8,3 %  | 10 %   | 10 %   |

En 2018, la population âgée de 15 à 64 ans s'élève à 307 personnes, parmi lesquelles on compte 74,3 % d'actifs (59,6 % ayant un emploi et 14,7 % de chômeurs) et 25,7 % d'inactifs,. En  2018, le taux de chômage communal (au sens du recensement) des 15-64 ans est supérieur à celui du département et de la France, alors qu'en 2008 la situation était inverse.
La commune fait partie de la couronne de l'aire d'attraction de Narbonne, du fait qu'au moins 15 % des actifs travaillent dans le pôle,. Elle compte 75 emplois en 2018, contre 72 en 2013 et 74 en 2008. Le nombre d'actifs ayant un emploi résidant dans la commune est de 186, soit un indicateur de concentration d'emploi de 40,5 % et un taux d'activité parmi les 15 ans ou plus de 53,2 %.
Sur ces 186 actifs de 15 ans ou plus ayant un emploi, 50 travaillent dans la commune, soit 27 % des habitants. Pour se rendre au travail, 88,7 % des habitants utilisent un véhicule personnel ou de fonction à quatre roues, 1,1 % les transports en commun, 7 % s'y rendent en deux-roues, à vélo ou à pied et 3,2 % n'ont pas besoin de transport (travail au domicile).

### Activités hors agriculture
42 établissements sont implantés  à Roubia au 31 décembre 2019. Le tableau ci-dessous en détaille le nombre par secteur d'activité et compare les ratios avec ceux du département,.
| Secteur d'activité                                                                                        | Commune | Commune | Département |
| Secteur d'activité                                                                                        | Nombre  | %       | %           |
| --- | ------- | ------- | ----------- |
| Ensemble                                                                                                  | 42      |         |             |
| Industrie manufacturière, industries extractives et autres                                                | 5       | 11,9 %  | (8,8 %)     |
| Construction                                                                                              | 7       | 16,7 %  | (14 %)      |
| Commerce de gros et de détail, transports, hébergement et restauration                                    | 13      | 31 %    | (32,3 %)    |
| Information et communication                                                                              | 1       | 2,4 %   | (1,6 %)     |
| Activités spécialisées, scientifiques et techniques et activités de services administratifs et de soutien | 6       | 14,3 %  | (13,3 %)    |
| Administration publique, enseignement, santé humaine et action sociale                                    | 7       | 16,7 %  | (13,2 %)    |
| Autres activités de services                                                                              | 3       | 7,1 %   | (8,8 %)     |

Le secteur du commerce de gros et de détail, des transports, de l'hébergement et de la restauration est prépondérant sur la commune puisqu'il représente 31 % du nombre total d'établissements de la commune (13 sur les 42 entreprises implantées  à Roubia), contre 32,3 % au niveau départemental.

### Agriculture
La commune est dans la « Région viticole » de l'Aude, une petite région agricole occupant une grande partie centrale du département, également dénommée localement « Corbeilles Minervois et Carcasses-Limouxin ». En 2020, l'orientation technico-économique de l'agriculture  sur la commune est la viticulture.
|               | 1988 | 2000 | 2010 | 2020 |
| ------------- | ---- | ---- | ---- | ---- |
| Exploitations | 65   | 31   | 21   | 19   |
| SAU (ha)      | 681  | 454  | 310  | 343  |

Le nombre d'exploitations agricoles en activité et ayant leur siège dans la commune est passé de 65 lors du recensement agricole de 1988  à 31 en 2000 puis à 21 en 2010 et enfin à 19 en 2020, soit une baisse de 71 % en 32 ans. Le même mouvement est observé à l'échelle du département qui a perdu pendant cette période 60 % de ses exploitations,. La surface agricole utilisée sur la commune a également diminué, passant de 681 ha en 1988 à 343 ha en 2020. Parallèlement la surface agricole utilisée moyenne par exploitation a augmenté, passant de 10 à 18 ha.

## Culture locale et patrimoine

### Lieux et monuments
- Église Sainte-Eulalie de Roubia.

### Héraldique
| Blason de Roubia | Blason  | D'azur au pal fuselé d'argent et de gueules.     |
| Blason de Roubia | Détails | Le statut officiel du blason reste à déterminer. |